# 機動戦士ガンダムSEED VS ASTRAY
『機動戦士ガンダムSEED VS ASTRAY』（きどうせんしガンダムシード ヴァーサス アストレイ）は、電撃ホビーマガジンにて連載されていた『機動戦士ガンダムSEED ASTRAYシリーズ』の第6作。イラストはときた洸一。

## 概要
アニメ『機動戦士ガンダムSEED DESTINY』終盤が舞台。ロウ・ギュールや叢雲劾といったASTRAYシリーズの主要人物と、新たな勢力「ライブラリアン」との戦いを主軸として描く。これまでの『ASTRAY』シリーズの中で死亡した登場人物を、元の人間を忠実に再生させた「カーボンヒューマン」として再登場させている。

## 物語
ジャンク屋のロウの元に、突如2体のMSが現れる。ゲイルストライクには正体不明の人物ND-HE、そしてロウの愛機と同じレッドフレームには、死亡したはずのロウの剣術の師匠である蘊・奥が乗っていた。彼らに命を狙われるロウの所に傭兵部隊サーペントテールの劾も駆けつけ、戦闘が始まる。
一方、宇宙ステーション「アメノミハシラ」で世界を見守るロンド・ミナ・サハクの元にも、死んだはずの弟ロンド・ギナ・サハクが現れ、ミナは死亡した当時のまま世界支配の思想を抱くギナと戦うことを選択する。そして地上にいたサーペントテールのイライジャの下にも、やはり死亡したはずの友人グゥド・ヴェイアが現れ、戦いが始まった。
謎の組織「ライブラリアン」を名乗る彼らを統べるのは、最高書記官プレア。死亡した人を「カーボンヒューマン」として再現する技術力と、「一族」のデータを引継ぎ世界をコントロールできるほどの力を秘めた彼らの目的とは…。

## 登場人物

### 主要人物
- ロウ・ギュール - ジャンク屋。搭乗機は日本刀ガーベラストレートを装備したアストレイ レッドフレーム。死亡したはずの剣術の師匠である蘊・奥と対峙する。
- 叢雲劾 - 傭兵部隊サーペントテール所属する凄腕の傭兵。過去に葬ったギナと再び対決する。搭乗機はブルーフレームセカンドリバイ。
- イライジャ・キール - サーペントテール所属。美形のコーディネイター。容姿以外優れた点は無かったが、数々の激戦を経て「英雄殺しのイライジャ」と呼ばれるまでに成長した。今作では、死んだはずの友人グゥドと再び戦うこととなる。搭乗機はイライジャ専用ザクファントム。
- ロンド・ミナ・サハク - オーブ五大氏族の1人。世界支配を目論見ロウや劾達と敵対していたが、後に考えを改め今に至る。死んだはずの弟ギナと再会するが、考えの相違から敵対することに。搭乗機はアストレイ ゴールドフレーム 天ミナ。

### ライブラリアン
- ND-HE（エヌディ・ヒィ） - フルフェイスの仮面で顔を覆ったカーボンヒューマン。彼の正体を知るもの一部しかいない。名前は「No Data High Error」から。搭乗機はストライクを強化したゲイルストライク。
- フィーニス・ソキウス - ナチュラルへの服従遺伝子が組み込まれたコーディネイター「ソキウス」の一人だが、彼のみ服従遺伝子を外されている。他のソキウスよりも好戦的。搭乗機はバスターを強化したヘイルバスター。
- ロンド・ギナ・サハク - かつて世界を影から操ろうと画策していた、オーブ五代氏族の1人。思想が違えた姉、そして自身を殺した劾に戦いを挑む。搭乗機は第5のアストレイ、アストレイ ミラージュフレーム。
- 蘊・奥（ウン・ノウ） - 『機動戦士ガンダムSEED ASTRAY R』に登場し、ロウに剣術を教えた人物。病に犯され死亡したが、全盛期の姿でカーボンヒューマンとして復活。搭乗機は日本刀タイガーピアスを装備したレッドフレームのレプリカ。
- プレア・レヴェリー - ライブラリアンの最高書記官の青年。『機動戦士ガンダムSEED X ASTRAY』の主人公のプレアと同姓同名だが、幼くして死亡したはずの彼との関係性は不明。搭乗機はプロヴィデンスを強化改修したニクスプロヴィデンス。
- グゥド・ヴェイア - かつて「英雄」と呼ばれたザフトのエースパイロット。過去に叢雲劾との戦闘に敗れ死亡したが、カーボンヒューマンとして復活。搭乗機はセイバーの強化発展機であるヴァンセイバー。
- カイト・マディガン - 『機動戦士ガンダムSEED DESTINY ASTRAY』で、主人公のジェスの護衛を担当したフリーのMSパイロット。MSコレクターでもあり、デュエルの改造機レーゲンデュエルを気に入り、ライブラリアンに加担している。
- リリー・ザヴァリー - ブリッツの改造機で、瞬間移動能力を搭載したネブラブリッツに搭乗する少女。最高書記官の特殊部隊に所属。

## 登場機体
ジャンク屋組合
- MBF-P02 アストレイ レッドフレーム
  - MBF-P02KAI アストレイ レッドフレーム改

サーペントテール
- MBF-P03R アストレイ ブルーフレーム セカンドリバイ
- ZGMF-1001 イライジャ専用ザクファントム

宇宙ステーション「アメノミハシラ」
- MBF-P01-Re2 アストレイ ゴールドフレーム 天ミナ

ライブラリアン
- LG-GAT-X105 ゲイルストライク
- LH-GAT-X103 ヘイルバスター
- LN-GAT-X207 ネブラブリッツ
- LN-ZGMF-X13A ニクスプロヴィデンス
- LR-GAT-X102 レーゲンデュエル
- LV-ZGMF-X23S ヴァンセイバー
- MBF-P05LM アストレイ ミラージュフレーム
  - MBF-P05LM2 アストレイ ミラージュフレーム セカンドイシュー
  - MBF-P05LM3 アストレイ ミラージュフレーム サードイシュー
- MBF-P02 アストレイ レッドフレーム（レプリカ）[1]

## スタッフ
- キャラクターデザイン - 植田洋一、川口理恵、ときた洸一、戸田泰成
- メカニックデザイン - 阿久津潤一（ビークラフト）、やまだたかひろ
- 設定・企画協力 - 森田繁（スタジオぬえ）
- 設定・協力 - 吉野弘幸
- マーク・デザイン - 神宮司訓之
- 制作 - サンライズ
- 小説・シナリオ - 千葉智宏（スタジオオルフェ）
- 小説さし絵 - ときた洸一
- 協力 - バンダイホビー事業部、電撃ホビーマガジン編集部

## 書籍
ムック
1. ISBN 978-4048685795
2. ISBN 978-4048702966

単行本
- ISBN 978-4048708579